# Prefectura de Fukuoka
La Prefectura de Fukuoka (福岡県, Fukuoka-ken) és una prefectura del Japó ubicada a l'illa de Kyushu. La prefectura de Fukuoka té una població de 5.109.906 (1 de juny de 2020) i té una extensió total de 4.986,52 quilòmetres quadrats. La prefectura de Fukuoka amb la prefectura de Saga al sud-oest, amb la prefectura de Kumamoto al sud i amb la prefectura d'Oita al sud-est.
La capital i ciutat més populosa de la prefectura és Fukuoka, sent també la major ciutat de la regió de Kyūshū, i seguida per altres grans urbs de la prefectura com Kitakyūshū, Kurume i Ōmuta. La prefectura de Fukuoka està localitzada al punt més septentrional de l'illa de Kyushu, a l'estret de Kanmon, connectant l'estret de Tsushima i el mar interior de Seto a través de la prefectura de Yamaguchi, a l'illa de Honshu i estenent-se cap al sud mar d'Ariake enllà.
A l'àmbit polític, la prefectura de Fukuoka té les seues institucions d'autogovern com totes les prefectures japoneses i que es basen als dos poders principals: l'assemblea prefectural i el governador. El governador de Fukuoka és en Hiroshi Ogawa des de l'any 2011 i l'assemblea prefectural està liderada per una majoria simple del Partit Liberal Democràtic, de centre-dreta, a data del 2020.

## Geografia
La prefectura de Fukuoka es troba al nord-oest de l'illa de Kyushu, al Japó meridional i l'illa més gran del país després de Honshu i Hokkaido. La prefectura fa costa a tres bandes, al nord amb la mar interior de Seto, a l'oest amb la mar del Japó i al sud amb la mar d'Ariake. Per terra, la prefectura de Fukuoka limita amb les prefectures de Saga al sud-oest, amb Kumamoto al sud i amb Ôita a l'est. Cap al nord, la prefectura es troba separada de Honshu i la prefectura de Yamaguchi per l'estret de Kanmon, tot i que, des del segle xx, les dues prefectures es troben connectades per un pont en suspensió i per un tunel subterràni apte per al trànsit ferroviari, d'automòbils i de vianants. Cap al nord-oest, l'estret de Tsushima separa Fukuoka de la península coreana, on es troba la república de Corea.
A data de l'1 d'abril de 2012, el 18 percent de l'extensió total geogràfica de la prefectura formava part de parcs naturals. Alguns d'aquests són el parc nacional de la mar interior de Seto, el parc quasi nacional de Genkai, el de Kitakyūshū i el de Yaba-Hita-Hikosan. També hi han els parcs naturals prefecturals de Chikugogawa, Chikuhō, Dazaifu, Sefuri Raizan i Yabegawa.

### Regions
El govern prefectural de Fukuoka reconeix oficialment una mena de "regions" o "àrees" utilitzant la terminologia original (地域, Chiiki), que divideixen el territori prefectural en quatre zones o àrees (Fukuoka, Kitakyûshû, Chikugo i Chikuhô). La creació d'aquestes quatre divisions administratives es va fer seguint criteris geogràfics, històrics i econòmics, fins al punt que alguns es basen en les antigues províncies del Japó.
| # | # | Regió      | Regió      | Capital    | Capital  | Regions de Fukuoka |
| # | # | Català     | Japonés    | Català     | Japonés  | Regions de Fukuoka |
| 1 |   | Fukuoka    | 福岡地域   | Fukuoka    | 福岡市   | Regions de Fukuoka |
| 2 |   | Kitakyūshū | 北九州地域 | Kitakyūshū | 北九州   | Regions de Fukuoka |
| 3 |   | Chikugo    | 筑後地域   | Kurume     | 久留米市 | Regions de Fukuoka |
| 4 |   | Chikuhō    | 筑豊地域   | Iizuka     | 飯塚市   | Regions de Fukuoka |

En cap cas aquestes regions o divisions administratives s'han de confondre amb els districtes prefecturals la qual és una organització territorial formal i totalment reconeguda al Japó.

### Municipis més poblats
Els municipis amb més habitants són els següents:
Tot i això, a la prefectura encara hi han més municipis de menys població que els que ací s'especifiquen.

## Transport

### Aèri
- Aeroport de Fukuoka
- Aeroport de Kitakyūshū

### Ferrocarril
- Companyia de Ferrocarrils del Japó Occidental (JR West)
- Companyia de Ferrocarrils de Kyūshū (JR Kyûshû)
- Ferrocarril Nishi-Nippon (Nishitetsu)
- Ferrocarril d'Amagi (Amatetsu)
- Ferrocarril Heisei-Chikuhō (Heichiku)
- Metro de Fukuoka
- Monocarril de Kitakyūshū